# Сан Северо
Сан Северо (итал. San Severo) град је у јужној Италији. Сан Северо је четрвти по важности град у оквиру округа Фођа у оквиру италијанске покрајине Апулија.

## Природне одлике
Град Сан Северо налази се у јужном делу Италије, на 120 км северозападно од Барија. Град се налази у приобалној равници, недалеко од Јадранског мора. Изнад града се издиже побрђе Апенина.

## Географија
| Клима (Сан Северо)         | Клима (Сан Северо) | Клима (Сан Северо) | Клима (Сан Северо) | Клима (Сан Северо) | Клима (Сан Северо) | Клима (Сан Северо) | Клима (Сан Северо) | Клима (Сан Северо) | Клима (Сан Северо) | Клима (Сан Северо) | Клима (Сан Северо) | Клима (Сан Северо) | Клима (Сан Северо) |
| Показатељ \ Месец          | .Јан.              | .Феб.              | .Мар.              | .Апр.              | .Мај.              | .Јун.              | .Јул.              | .Авг.              | .Сеп.              | .Окт.              | .Нов.              | .Дец.              | .Год.              |
| -------------------------- | ------------------ | ------------------ | ------------------ | ------------------ | ------------------ | ------------------ | ------------------ | ------------------ | ------------------ | ------------------ | ------------------ | ------------------ | ------------------ |
| Средњи максимум, °C (°F)   | 12 (54)            | 13 (55)            | 15 (59)            | 19 (66)            | 24 (75)            | 28 (82)            | 32 (90)            | 31 (88)            | 28 (82)            | 22 (72)            | 17 (63)            | 13 (55)            | 32 (90)            |
| Средњи минимум, °C (°F)    | 3 (37)             | 3 (37)             | 5 (41)             | 7 (45)             | 11 (52)            | 15 (59)            | 18 (64)            | 18 (64)            | 15 (59)            | 11 (52)            | 7 (45)             | 4 (39)             | 3 (37)             |
| Количина падавина, mm (in) | 52 (20,5)          | 50 (19,7)          | 40 (15,7)          | 39 (15,4)          | 36 (14,2)          | 26 (10,2)          | 23 (9,1)           | 26 (10,2)          | 46 (18,1)          | 59 (23,2)          | 61 (24)            | 56 (22)            | 514 (202,3)        |
| [ тражи се извор ]         |                    |                    |                    |                    |                    |                    |                    |                    |                    |                    |                    |                    |                    |

## Становништво
Према резултатима пописа становништва 2011. у општини је живело 54.906 становника.
| 1931.  | 1936.  | 1951.  | 1961.  | 1971.  | 1981.  | 1991.  | 2001.  | 2011.  |
| ------ | ------ | ------ | ------ | ------ | ------ | ------ | ------ | ------ |
| 36.485 | 37.702 | 48.679 | 48.443 | 49.741 | 54.205 | 55.085 | 55.861 | 54.906 |

Сан Северо данас има око 56.000 становника, махом Италијана. Последњих деценија број становника у граду расте.

## Партнерски градови
- Striano
- Памплона
- Бург ан Брес